# 斯万默勒湾

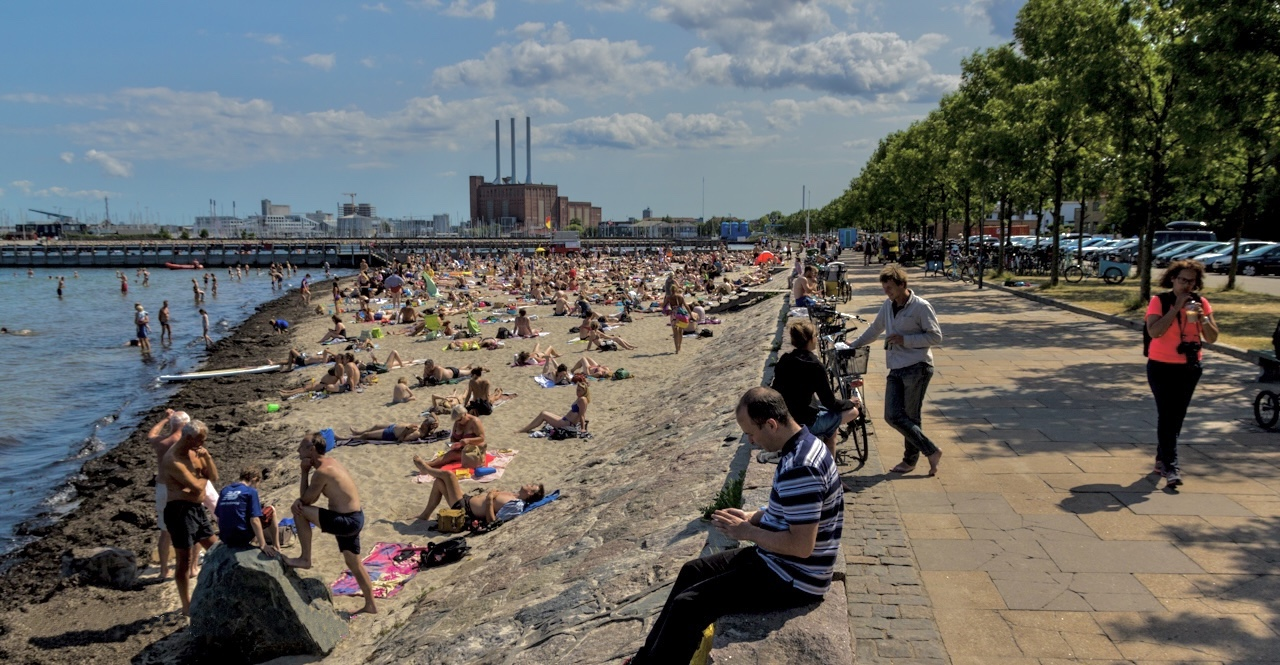
在斯万默勒湾休闲的人群，远处带有3座大烟囱的建筑是斯万默勒湾发电厂

斯万默勒湾（丹麦语：Svanemølle Bugt）是厄勒海峡西海岸的一个海湾，行政上属丹麦首都大区。夹在哥本哈根北港和乐堡港之间。斯万默勒湾发电厂位于斯万默勒湾海岸线南部。哥本哈根市郊铁路亦在斯万默勒湾附近设有“天鹅磨坊站”。